# Taça de Portugal 2001/02
Die Taça de Portugal 2001/02 war die 62. Austragung des portugiesischen Pokalwettbewerbs. Er wurde vom portugiesischen Fußballverband ausgetragen. Pokalsieger wurde Sporting Lissabon, der sich im Finale gegen den Drittligisten Leixões SC durchsetzte. Sporting nahm als Double-Sieger an der UEFA Champions League 2002/03 teil, der unterlegene Finalist war für den UEFA-Pokal 2002/03 qualifiziert.
Alle Begegnungen wurden in einem Spiel ausgetragen. Bei unentschiedenem Ausgang wurde zur Ermittlung des Siegers eine Verlängerung gespielt. Stand danach kein Sieger fest, wurde das Spiel wiederholt, eventuell mit Verlängerung und Elfmeterschießen. Die Wiederholungsspiele wurden ab der folgenden Saison abgeschafft.

## Teilnehmende Teams
| Primeira Liga (18) | Primeira Liga (18) | Segunda Liga (18) | Segunda Liga (18) |
| --- | --- | --- | --- |
| - FC Alverca - SC Beira-Mar - Belenenses Lissabon - Benfica Lissabon - Boavista Porto - Sporting Braga - SC Farense - Gil Vicente FC - Marítimo Funchal | - FC Paços de Ferreira - FC Porto - SC Salgueiros - Sporting Lissabon - União Leiria - Vitória Guimarães - CD Santa Clara - Vitória Setúbal - Varzim SC | - Académica de Coimbra - SC Campomaiorense - GD Chaves - Desportivo Aves - SC Espinho - CF Estrela Amadora - FC Felgueiras - Leça FC - FC Maia | - Moreirense FC - Nacional Funchal - Naval 1º de Maio - UD Oliveirense - AD Ovarense - FC Penafiel - Portimonense SC - Rio Ave FC - União Lamas |
| Segunda Divisão B (55) | | | |
| - Académico de Viseu FC - CD Alcains - Amora FC - FC Barreirense - CD Arrifanense - Atlético CP - Associação Beneditense CD - Benfica e Castelo Branco - GD Bragança - Caçadores Taipas - Caldas SC - AD Camacha - CSD Câmara de Lobos - Canelas Gaia FC | - Casa Pia AC - SC Covilhã - Ermesinde SC - AD Esposende - GD Estoril Praia - CD Feirense - FC Famalicão - CD Fátima - SC Freamunde - Gondomar SC - Imortal DC - FC Infesta - GD Joane - Leixões SC | - Louletano DC - SC Lusitânia - AD Machico - FC Marco - AC Marinhense - Odivelas FC - SC Olhanense - CD Olivais e Moscavide - Oliveira do Bairro SC - FC Oliveira Hospital - CD Operário - Padernense Clube - USC Paredes - Sporting Pombal | - FC Pedras Rubras - AD Sanjoanense - GDRC Os Sandinenses - FC Seixal - SC São João de Ver - GD Sourense - União de Coimbra - União Madeira - SC União Torreense - UD Vilafranquense - Vilanovense FC - SC Vila Real - FC Vizela |
| Terceira Divisão (117) | | | |
| - RD Águeda - GD Águias Camarate - Águia CD - AD Águias Graça - GC Alcobaça - GD Alcochetense - AD Ala-Arriba - Atlético Aldenovense - SR Almancilense - CCR Alqueidão Serra - Amarante FC - FC Amares - Anadia FC - SC Angrense - FC Arouca - AA Avanca - CF Os Avisenses - FC Avintes - CD Beja - CF Benfica - GDR Bidoeirense - Sporting Cambres - UDR Caranguejeira - AD Carregado - FC Cesarense - GD Coruchense - Atlético Cucujães - SC Esmoriz - CD Estarreja - Juventude Évora | - AD Fafe - CF Fão - Fayal SC - FC Flamengos - 1º de Maio Funchal - AD Fazendense - AD Fornos de Algodres - GD Gafanha - CF Esperança Lagos - SC Lamego - AD Limianos - GS Loures - SC Lourinhanense - Lusitano GC Évora - AD Lousada - Lusitânia Lourosa - Lusitano VRSA - CA Macedo de Cavaleiros - FC Madalena - CD Mafra - GD Mangualde - SC Maria da Fonte - Merelinense FC - Mileu-Guarda SC - CA Mirandense - UR Mirense - GD Milheiroense - Desportivo de Monção - CDC Montalegre | - CD Montijo - União Nogueirense - Clube Oriental de Lisboa - Ourique DC - Pedrouços AC - SC Penalva Castelo - GD Peniche - GD Pescadores - Pevidém SC - CD Pinhalnovense - AD Pontassolense - SC Estela Portalegre - CD Portalegrense - AD Portomosense - CD Portosantense - SC Praiense - CDR Quarteirense - Rebordosa AC - Atlético Riachense - CD Ribeira Brava - GD Ribeirão - Boavista Ribeirinha - SC Rio Tinto - Juventude Ronfe - SG Sacavenense - GD Samora Correia - SC Dragões Sandinenses - UD Santana - Santiago FC | - GD São Roque - AD São Vicente - CD Santo António - AD Sátão - Vitória Sernache - Sertanense FC - GD Serzedelo - GD Sesimbra - Silves FC - Sport União Sintrense - CD Teixosense - ADRC Terras Bouro - FC Tirsense - GD Torre Moncorvo - CD Torres Novas - CD Trofense - União de Almeirim - União Micaelense - União de Montemor - União de Tomar - AD Valecambrense - CA Valdevez - SC Valenciano - UD Valonguense - GD Valpaços - Vasco da Gama AC - Estrela Vendas Novas - SC Vianense - Vilaverdense FC |
| Distrikte (22) | | | |
| - AC Arrentela - SC Bencatelense - Boavista São Mateus - UR Cadima - SL Cartaxo - Canedo FC | - CD Cerveira - CD Cinfães - CF OS Elvenses - AD Estação - Ginásio Clube Figueirense - SC Guadalupe | - GD Lagoa - SC Régua - SC Santacruzense - AD São Pedro da Cova - FC Serpa | - União Desportiva da Serra - URD Tires - Sporting Ucha - CF Vasco da Gama - FC Vinhais |

## 1. Runde
Teilnehmer waren 117 Vereine aus der Terceira Divisão und 22 Vereine der Distriktverbände. Die Spiele fanden am 2. September 2001 statt.

Freilos: SC Guadalupe
|                           | Ergebnis  |                           |
| ------------------------- | --------- | ------------------------- |
| SC Santacruzense          | 2:1       | CF Os Avisenses           |
| Atlético Aldenovense      | 0:1       | Ourique DC                |
| GD Samora Correia         | 1:3       | AD Carregado              |
| Estrela Vendas Novas      | 1:1 n. V. | Vasco da Gama AC          |
| GD Águias Camarate        | 4:3       | GD Coruchense             |
| CD Portosantense          | 2:1       | GD Alcochetense           |
| Juventude Évora           | 1:2 n. V. | CD Mafra                  |
| CD Montijo                | 0:1 n. V. | CF Esperança Lagos        |
| AC Arrentela              | 2:0       | Lusitano GC Évora         |
| UR Mirense                | 4:1       | SL Cartaxo                |
| União de Tomar            | 0:2       | GDR Bidoeirense           |
| Atlético Cucujães         | 2:2 n. V. | GD Mangualde              |
| GD Peniche                | 2:2 n. V. | FC Cesarense              |
| Sertanense FC             | 0:0 n. V. | CD Portalegrense          |
| UDR Caranguejeira         | 3:0       | GD Gafanha                |
| AD Portomosense           | 1:0       | Canedo FC                 |
| AD Fazendense             | 1:1 n. V. | CD Pinhalnovense          |
| AD São Vicente            | 2:1       | CD Ribeira Brava          |
| CF Vasco da Gama          | 02:16     | FC Madalena               |
| URD Tires                 | 0:0 n. V. | Lusitano VRSA             |
| União de Montemor         | 1:0 n. V. | CDR Quarteirense          |
| SC Angrense               | 0:2       | SC Praiense               |
| Águia CD                  | 2:0       | Boavista São Mateus       |
| Santiago FC               | 3:1       | FC Flamengos              |
| Boavista Ribeirinha       | 2:5 n. V. | Fayal SC                  |
| Clube Oriental de Lisboa  | 3:0       | SR Almancilense           |
| SG Sacavenense            | 5:0       | FC Serpa                  |
| CF Benfica                | 2:4 n. V. | Sport União Sintrense     |
| GS Loures                 | 3:0       | GD Lagoa                  |
| GD Pescadores             | 2:2 n. V. | Silves FC                 |
| CD Beja                   | 3:0       | UD Santana                |
| 1º de Maio Funchal        | 4:2       | SC Bencatelense           |
| GD Sesimbra               | 0:1       | AD Pontassolense          |
| SC Penalva Castelo        | 3:0       | CA Mirandense             |
| GC Alcobaça               | 6:3       | CD Teixosense             |
| FC Amares                 | 4:1       | AD Águias Graça           |
| AD Lousada                | 2:1       | ADRC Terras Bouro         |
| Merelinense FC            | 0:4       | SC Lamego                 |
| AD Fafe                   | 2:4       | SC Dragões Sandinenses    |
| SC Régua                  | 4:1       | União Nogueirense         |
| CDC Montalegre            | 0:1       | GD Torre Moncorvo         |
| Lusitânia Lourosa         | 7:1       | Sporting Ucha             |
| Amarante FC               | 5:0       | CD Cerveira               |
| FC Avintes                | 3:1       | CA Valdevez               |
| SC Vianense               | 2:0       | UD Valonguense            |
| FC Vinhais                | 0:7       | CA Macedo de Cavaleiros   |
| Juventude Ronfe           | 1:4       | FC Tirsense               |
| GD Valpaços               | 0:1       | Desportivo de Monção      |
| GD Serzedelo              | 3:4 n. V. | GD Ribeirão               |
| SC Valenciano             | 1:0       | Rebordosa AC              |
| SC Rio Tinto              | 5:0       | AD Limianos               |
| AD São Pedro da Cova      | 1:0       | CD Trofense               |
| Vilaverdense FC           | 2:0       | SC Maria da Fonte         |
| Vitória Sernache          | 3:0       | AD Sátão                  |
| GD São Roque              | 2:3 n. V. | GD Milheiroense           |
| Ginásio Clube Figueirense | 2:1       | União Desportiva da Serra |
| AD Valecambrense          | 1:3       | SC Estela Portalegre      |
| UR Cadima                 | 1:3       | Anadia FC                 |
| CCR Alqueidão Serra       | 2:2 n. V. | União de Almeirim         |
| AD Ala-Arriba             | 0:1       | Mileu-Guarda SC           |
| RD Águeda                 | 1:2       | SC Esmoriz                |
| CD Cinfães                | 1:2       | SC Lourinhanense          |
| Pevidém SC                | 1:0 n. V. | Sporting Cambres          |
| Pedrouços AC              | 3:1       | CF Fão                    |
| CD Estarreja              | 5:1       | FC Arouca                 |
| AD Estação                | 2:1 n. V. | AA Avanca                 |
| AD Fornos de Algodres     | 6:0       | CF Caniçal                |
| CD Torres Novas           | 1:1 n. V. | Atlético Riachense        |
| CD Santo António          | 0:1       | União Micaelense          |

### Wiederholungsspiele
|                    | Ergebnis              |                      |
| ------------------ | --------------------- | -------------------- |
| CD Pinhalnovense   | 4:0                   | AD Fazendense        |
| Silves FC          | 2:1                   | GD Pescadores        |
| Lusitano VRSA      | 6:0                   | URD Tires            |
| Vasco da Gama AC   | 1:0                   | Estrela Vendas Novas |
| CD Portalegrense   | 1:3                   | Sertanense FC        |
| União de Almeirim  | 2:3 n. V.             | CCR Alqueidão Serra  |
| GD Mangualde       | 1:1 n. V. (4:3 i. E.) | Atlético Cucujães    |
| FC Cesarense       | 2:1                   | GD Peniche           |
| Atlético Riachense | 0:1                   | CD Torres Novas      |

## 2. Runde
Zu den 70 qualifizierten Teams aus der 1. Runde kamen 55 Vereine aus der drittklassigen Segunda Divisão B hinzu. Reservemannschaften von Profiklubs waren nicht teilnahmeberechtigt. Die Spiele fanden am 7. Oktober 2001 statt.

Freilos: Imortal DC
|                           | Ergebnis  |                          |
| ------------------------- | --------- | ------------------------ |
| Sport União Sintrense     | 5:4 n. V. | CD Beja                  |
| Vasco da Gama AC          | 3:0       | Ourique DC               |
| Louletano DC              | 1:0 n. V. | CD Pinhalnovense         |
| Clube Oriental de Lisboa  | 6:1       | SC Guadalupe             |
| CSD Câmara de Lobos       | 2:1       | SC Lusitânia             |
| União de Montemor         | 1:0       | AC Arrentela             |
| GD Milheiroense           | 1:2       | AD Portomosense          |
| Lusitânia Lourosa         | 1:0       | Oliveira do Bairro SC    |
| SC União Torreense        | 2:1       | SC Covilhã               |
| FC Cesarense              | 1:3       | Caldas SC                |
| SC Lourinhanense          | 3:2       | GC Alcobaça              |
| SC Estela Portalegre      | 4:0       | SC Esmoriz               |
| União de Coimbra          | 2:2 n. V. | Anadia FC                |
| Ginásio Clube Figueirense | 1:3       | CD Torres Novas          |
| Padernense Clube          | 2:3       | SG Sacavenense           |
| AD Camacha                | 2:1 n. V. | SC Olhanense             |
| Santiago FC               | 1:4       | Silves FC                |
| CD Olivais e Moscavide    | 2:1       | GS Loures                |
| CD Mafra                  | 1:2       | Casa Pia AC              |
| União Madeira             | 4:0       | GD Águias Camarate       |
| 1º de Maio Funchal        | 2:5       | GD Estoril Praia         |
| Amora FC                  | 0:2       | CD Operário              |
| Atlético CP               | 2:0       | Lusitano VRSA            |
| União Micaelense          | 7:0       | Fayal SC                 |
| AD Carregado              | 2:1       | FC Barreirense           |
| SC Santacruzense          | 1:2       | CD Portosantense         |
| AD Pontassolense          | 0:1       | AD Machico               |
| SC Praiense               | 0:2       | CF Esperança Lagos       |
| FC Seixal                 | 3:1       | FC Madalena              |
| AD São Vicente            | 3:0       | Águia CD                 |
| Associação Beneditense CD | 2:0 n. V. | SC Lamego                |
| CD Arrifanense            | 1:2       | Académico de Viseu FC    |
| Pevidém SC                | 0:1       | Leixões SC               |
| GD Torre Moncorvo         | 2:1       | Ermesinde SC             |
| SC Freamunde              | 1:2 n. V. | Vilanovense FC           |
| GDRC Os Sandinenses       | 2:0       | FC Avintes               |
| FC Amares                 | 4:1       | GD Bragança              |
| Canelas Gaia FC           | 4:1       | GD Ribeirão              |
| SC Vila Real              | 2:0       | AD Esposende             |
| Vilaverdense FC           | 2:3       | FC Tirsense              |
| SC Régua                  | 2:3       | AD São Pedro da Cova     |
| SC Rio Tinto              | 0:1       | AD Lousada               |
| GD Joane                  | 2:1       | Pedrouços AC             |
| SC Valenciano             | 1:0       | Gondomar SC              |
| SC Dragões Sandinenses    | 4:1       | Desportivo de Monção     |
| USC Paredes               | 1:2       | CA Macedo de Cavaleiros  |
| FC Pedras Rubras          | 1:1 n. V. | Amarante FC              |
| SC Vianense               | 1:0       | FC Vizela                |
| Vitória Sernache          | 1:1 n. V. | FC Oliveira Hospital     |
| UD Vilafranquense         | 1:1 n. V. | CD Fátima                |
| CD Alcains                | 3:1       | UDR Caranguejeira        |
| GD Mangualde              | 2:1       | SC Penalva Castelo       |
| AD Estação                | 2:1       | Sertanense FC            |
| GD Sourense               | 1:0       | SC São João de Ver       |
| CD Feirense               | 0:1 n. V. | Odivelas FC              |
| UR Mirense                | 0:3       | AD Sanjoanense           |
| Mileu-Guarda SC           | 3:1 n. V. | CCR Alqueidão Serra      |
| Caçadores Taipas          | 2:1 n. V. | FC Marco                 |
| AD Fornos de Algodres     | 0:1       | AC Marinhense            |
| GDR Bidoeirense           | 3:4       | CD Estarreja             |
| Sporting Pombal           | 2:0       | Benfica e Castelo Branco |
| FC Famalicão              | 2:4 n. V. | FC Infesta               |

### Wiederholungsspiele
|                      | Ergebnis              |                   |
| -------------------- | --------------------- | ----------------- |
| Anadia FC            | 2:0                   | União de Coimbra  |
| FC Oliveira Hospital | 5:0                   | Vitória Sernache  |
| CD Fátima            | 1:1 n. V. (5:4 i. E.) | UD Vilafranquense |
| Amarante FC          | 0:0 n. V. (3:4 i. E.) | FC Pedras Rubras  |

## 3. Runde
Qualifiziert waren die 63 Teams aus der 2. Runde und die 18 Vereine aus der zweitklassigen Segunda Liga. Die Spiele fanden zwischen dem 31. Oktober und 11. November 2001 statt.

Freilos: União de Montemor
|                          | Ergebnis  |                           |
| ------------------------ | --------- | ------------------------- |
| SC Campomaiorense        | 6:0       | Anadia FC                 |
| AD Ovarense              | 2:0       | Odivelas FC               |
| CF Esperança Lagos       | 3:2 n. V. | CD Alcains                |
| Sport União Sintrense    | 2:2 n. V. | CD Olivais e Moscavide    |
| CD Operário              | 3:2       | CD Torres Novas           |
| AD Lousada               | 3:2 n. V. | SC Vianense               |
| AD Portomosense          | 0:6       | Naval 1º de Maio          |
| GD Joane                 | 1:1 n. V. | Académico de Viseu FC     |
| Portimonense SC          | 2:2 n. V. | Rio Ave FC                |
| Vasco da Gama AC         | 3:2 n. V. | AD Carregado              |
| CSD Câmara de Lobos      | 2:1       | GDRC Os Sandinenses       |
| Desportivo Aves          | 2:0       | FC Seixal                 |
| UD Oliveirense           | 3:1       | União Lamas               |
| AD Sanjoanense           | 2:1       | FC Oliveira Hospital      |
| CF Estrela Amadora       | 4:1       | SC União Torreense        |
| Sporting Pombal          | 5:2       | Lusitânia Lourosa         |
| FC Penafiel              | 3:1       | FC Pedras Rubras          |
| AD Estação               | 0:3       | Caçadores Taipas          |
| SC Espinho               | 4:0       | GD Sourense               |
| FC Tirsense              | 4:1       | Associação Beneditense CD |
| SG Sacavenense           | 2:1       | Canelas Gaia FC           |
| Atlético CP              | 4:1       | Leça FC                   |
| GD Mangualde             | 0:2       | FC Infesta                |
| AC Marinhense            | 6:2       | AD São Vicente            |
| Imortal DC               | 2:1       | GD Estoril Praia          |
| FC Maia                  | 4:1       | SC Dragões Sandinenses    |
| União Micaelense         | 3:3 n. V. | Moreirense FC             |
| FC Amares                | 0:1       | CD Estarreja              |
| Clube Oriental de Lisboa | 2:0       | SC Lourinhanense          |
| AD Machico               | 1:0       | CD Portosantense          |
| CD Fátima                | 1:3       | SC Estela Portalegre      |
| Mileu-Guarda SC          | 0:1       | SC Vila Real              |
| FC Felgueiras            | 4:1       | Casa Pia AC               |
| AD São Pedro da Cova     | 2:0       | Silves FC                 |
| CA Macedo de Cavaleiros  | 1:3       | AD Camacha                |
| SC Valenciano            | 0:1       | Louletano DC              |
| GD Torre Moncorvo        | 1:3       | Caldas SC                 |
| Vilanovense FC           | 2:1       | União Madeira             |
| Académica de Coimbra     | 3:1       | Nacional Funchal          |
| Leixões SC               | 1:0 n. V. | GD Chaves                 |

### Wiederholungsspiele
|                         | Ergebnis |                       |
| ----------------------- | -------- | --------------------- |
| Rio Ave FC              | 0:3      | Portimonense SC       |
| CA Macedo de Cavaleiros | 0:1      | Sport União Sintrense |
| Moreirense FC           | 3:2      | União Micaelense      |
| Académico de Viseu FC   | 1:0      | GD Joane              |

## 4. Runde
Zu den 41 qualifizierten Teams aus der 3. Runde kamen die 18 Vereine der Primera Liga hinzu. Die Spiele fanden am 17. und 18. November 2001 statt.

Freilos: Vitória Guimarães
|                       | Ergebnis  |                          |
| --------------------- | --------- | ------------------------ |
| FC Porto              | 3:0       | CF Estrela Amadora       |
| Sporting Lissabon     | 3:1       | Vilanovense FC           |
| Vitória Setúbal       | 2:1       | Atlético CP              |
| FC Penafiel           | 3:1       | Gil Vicente FC           |
| FC Infesta            | 0:3       | Benfica Lissabon         |
| Boavista Porto        | 3:0 n. V. | União Leiria             |
| Caçadores Taipas      | 4:0       | FC Tirsense              |
| Vasco da Gama AC      | 2:2 n. V. | AD Sanjoanense           |
| Sport União Sintrense | 5:1 n. V. | AD Camacha               |
| Sporting Braga        | 1:0       | AD Ovarense              |
| SC Salgueiros         | 0:0 n. V. | SC Espinho               |
| Varzim SC             | 2:2 n. V. | Leixões SC               |
| Belenenses Lissabon   | 2:1 n. V. | Desportivo Aves          |
| Sporting Pombal       | 4:1       | CF Esperança Lagos       |
| União de Montemor     | 0:1       | Louletano DC             |
| FC Alverca            | 6:1       | AD São Pedro da Cova     |
| UD Oliveirense        | 2:4       | Académica de Coimbra     |
| SC Estela Portalegre  | 1:5       | SC Farense               |
| CD Santa Clara        | 3:2       | AD Lousada               |
| Marítimo Funchal      | 3:1       | Imortal DC               |
| FC Paços de Ferreira  | 2:1       | AC Marinhense            |
| Académico de Viseu FC | 2:1       | SC Campomaiorense        |
| SC Vila Real          | 1:0       | FC Maia                  |
| CSD Câmara de Lobos   | 0:1       | Moreirense FC            |
| SG Sacavenense        | 1:0       | CD Operário              |
| CD Estarreja          | 1:1 n. V. | FC Felgueiras            |
| Naval 1º de Maio      | 2:0       | Clube Oriental de Lisboa |
| Portimonense SC       | 7:2       | Caldas SC                |
| SC Beira-Mar          | 3:0       | AD Machico               |

### Wiederholungsspiele
|                | Ergebnis  |                  |
| -------------- | --------- | ---------------- |
| AD Sanjoanense | 2:1       | Vasco da Gama AC |
| FC Felgueiras  | 0:1       | CD Estarreja     |
| SC Espinho     | 0:1 n. V. | SC Salgueiros    |
| Leixões SC     | 3:1       | Varzim SC        |

## 5. Runde
Qualifiziert waren die 30 Sieger der 4. Runde. Die Spiele fanden zwischen dem 5. bis 12. Dezember 2001 statt.
|                       | Ergebnis  |                       |
| --------------------- | --------- | --------------------- |
| Sporting Pombal       | 1:2       | Portimonense SC       |
| CD Estarreja          | 0:0 n. V. | Caçadores Taipas      |
| Belenenses Lissabon   | 5:0       | SG Sacavenense        |
| Louletano DC          | 3:1       | Sport União Sintrense |
| AD Sanjoanense        | 0:1       | Académica de Coimbra  |
| Moreirense FC         | 1:2 n. V. | Leixões SC            |
| Naval 1º de Maio      | 2:3 n. V. | SC Salgueiros         |
| SC Vila Real          | 2:1       | SC Beira-Mar          |
| Benfica Lissabon      | 1:1 n. V. | Marítimo Funchal      |
| Sporting Lissabon     | 4:1       | SC Farense            |
| Boavista Porto        | 0:1       | FC Alverca            |
| FC Porto              | 2:1 n. V. | CD Santa Clara        |
| Vitória Setúbal       | 1:2       | FC Paços de Ferreira  |
| Vitória Guimarães     | 2:2 n. V. | Sporting Braga        |
| Académico de Viseu FC | 1:0       | FC Penafiel           |

### Wiederholungsspiele
|                  | Ergebnis  |                   |
| ---------------- | --------- | ----------------- |
| Sporting Braga   | 2:1       | Vitória Guimarães |
| Caçadores Taipas | 3:2 n. V. | CD Estarreja      |
| Marítimo Funchal | 1:0       | Benfica Lissabon  |

## Achtelfinale
Qualifiziert waren die 15 Sieger der 5. Runde. Die Spiele fanden am 28. und 29. Dezember 2001 statt.

Freilos: Leixões SC
|                       | Ergebnis  |                      |
| --------------------- | --------- | -------------------- |
| FC Alverca            | 0:0 n. V. | Sporting Lissabon    |
| Académico de Viseu FC | 0:4       | FC Porto             |
| Marítimo Funchal      | 1:0       | Belenenses Lissabon  |
| SC Vila Real          | 2:1       | Louletano DC         |
| Caçadores Taipas      | 0:2       | Portimonense SC      |
| Académica de Coimbra  | 1:2       | SC Salgueiros        |
| Sporting Braga        | 4:2       | FC Paços de Ferreira |

### Wiederholungsspiel
|                   | Ergebnis |            |
| ----------------- | -------- | ---------- |
| Sporting Lissabon | 2:1      | FC Alverca |

## Viertelfinale
Qualifiziert waren die 8 Sieger des Achtelfinals. Die Spiele fanden am 16. Januar 2002 statt.
|               | Ergebnis  |                   |
| ------------- | --------- | ----------------- |
| SC Vila Real  | 0:4       | Sporting Lissabon |
| SC Salgueiros | 2:2 n. V. | Marítimo Funchal  |
| FC Porto      | 1:2       | Sporting Braga    |
| Leixões SC    | 3:1       | Portimonense SC   |

### Wiederholungsspiel
|                  | Ergebnis              |               |
| ---------------- | --------------------- | ------------- |
| Marítimo Funchal | 0:0 n. V. (8:7 i. E.) | SC Salgueiros |

## Halbfinale
Die Spiele fanden am 6. und 21. Februar 2002 statt.
|                   | Ergebnis  |                  |
| ----------------- | --------- | ---------------- |
| Sporting Lissabon | 3:2 n. V. | Marítimo Funchal |
| Sporting Braga    | 1:3       | Leixões SC       |

## Finale
| Paarung           | Sporting Lissabon – Leixões SC |
| Ergebnis          | 1:0 (1:0) |
| Datum             | 12. Mai 2002 um 17:00 Uhr |
| Stadion           | Estádio Nacional, Oeiras |
| Zuschauer         | 37.500 |
| Schiedsrichter    | Olegário Benquerença |
| Tore              | 1:0 Mário Jardel (40.) |
| Sporting Lissabon | Nélson – Facundo Quiroga, Beto, André Cruz, Rui Jorge – Rui Bento, Paulo Bento (88. César Prates), Pedro Barbosa (84. Ricardo Quaresma), João Pinto – Dimitris Nalitzis (53. Hugo Viana), Mário Jardel Cheftrainer: László Bölöni ( Rumänien)  |
| Leixões SC        | Fernando Ferreira – Luís Barros (62. José Cerqueira), Nuno Silva, José Antonio Pereira, Sérgio Freitas – Nail Beširović, Christopher Odé (29. Tozé), Pedras (46. Bruno China), Abílio – Detinho, Henri Antchouet Cheftrainer: Carlos Carvalhal |
| Gelbe Karten      | André Cruz, Beto, João Pinto – Nuno Silva |